# Alice Roux
Alice Roux, née le 24 avril 1868 et morte le 24 mars 1943, est une enseignante d’allemand et une espérantiste française.

## Biographie
En 1895, elle apprend l’espéranto après l’avoir découvert en lisant les articles de la revue L’Étranger d’Émile Lombard, de fait, elle est considérée comme la première femme à apprendre la langue en France et à l’enseigner.
En 1896, alors âgée de 28 ans et enseignant l’allemand au lycée de Louhans, elle fait découvrir l’espéranto à un de ses étudiants, Gabriel Chavet, qui fonde dans son lycée, l’année suivante, le premier club français d’espéranto et l’un des premiers clubs mondiaux.